# Ahin
Ahin is een voormalige gemeente in de Belgische provincie Luik en een dorp van Ben-Ahin dat zelf een deelgemeente is van de stad Hoei.
Het dorp ligt in de Maasvallei op de rechteroever, aan de overzijde van het stadscentrum van Hoei. Ahin ligt aan de N90, de verbindingsweg tussen Luik en Namen. In het dorp takt de N698, de oude weg naar Dinant af.
Kerkelijk is Ahin nog steeds een zelfstandige parochie. Kerk en parochie zijn toegewijd aan Sint-Julianus.

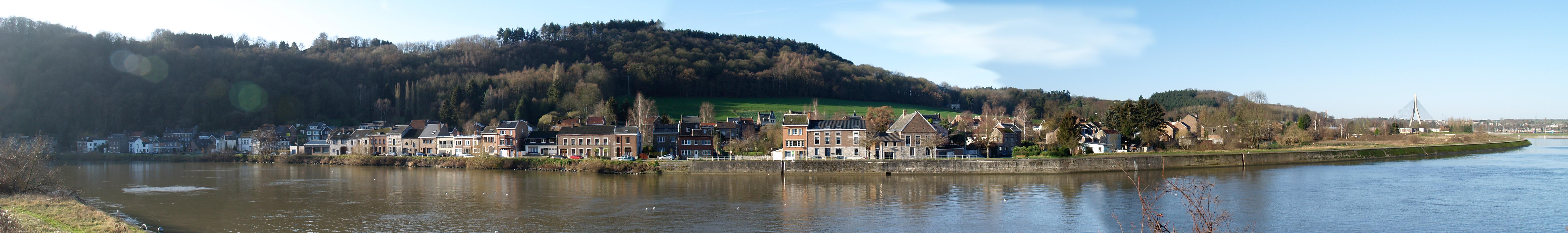
Zicht op Ahin vanaf de Maasoever te Hoei

## Geschiedenis
Oorspronkelijk maakte Ahin deel uit van het prinsbisdom Luik maar de grens met het graafschap Namen schoof op en vanaf 1271 maakte ook Ahin deel uit van de heerlijkheid Beaufort die behoorde bij het graafschap Namen. Bij de vorming van de gemeenten in 1795 werd Ahin een zelfstandige gemeente maar in 1807 werd het bij de gemeente Ben gevoegd. Ahin telde op dat ogenblik 196 inwoners. De nieuwe gemeente die ontstond, kreeg de naam Ben-Ahin.

## Bezienswaardigheden

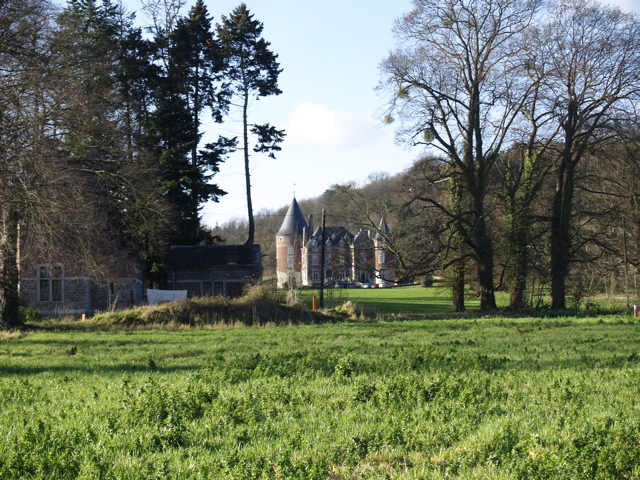
Het kasteel van Ahin